# Àrab sirià del nord
Àrab sirià del nord o septentrional (àrab: اللهجة السورية الشمالية, al-lahja as-sūriyya ax-xamāliyya) és la varietat d'àrab parlada al nord de Síria. Aquest dialecte és parlat principalment a la regió d'Alep. És una variant de l'àrab llevantí. La majoria de ciutats al nord del Líban, com Trípoli, també tenen un accent molt similar al d'Alep.